# Cingla
Cingla (del llatí cingula 'cinyell') són certes corretges que sostenen pesos considerables. Entre d'altres, hi ha la cingla de sella i la cingla de l'equipament militar individual.

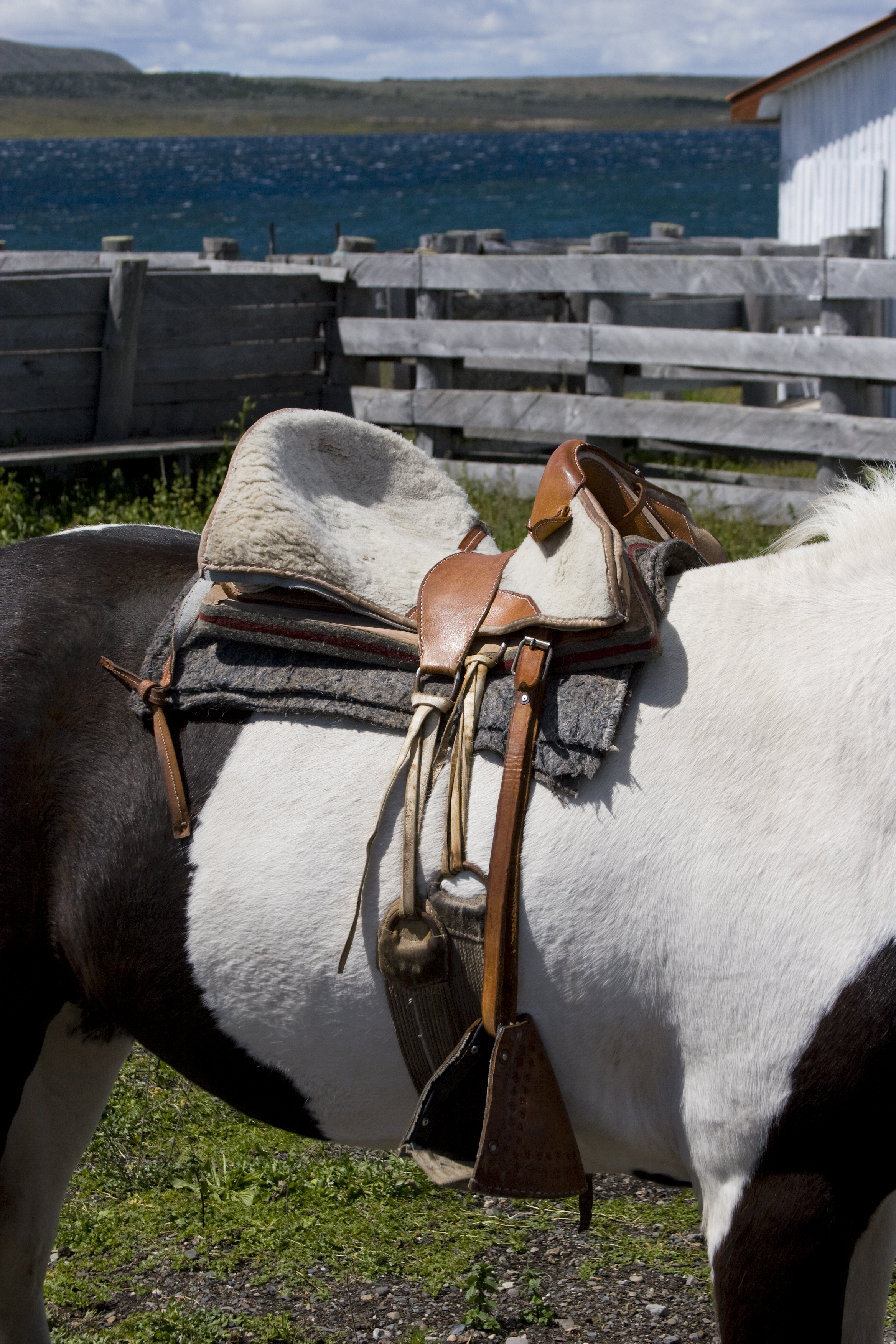
Sella de muntar xilena amb cingla

## La cingla de sella
La cingla és un arreu que té per objecte fixar la sella de muntar al cavall o altre animal. Es passa entorn del tòrax de l'animal i es connecta als dos extrems de la sella mitjançant tires de cuir anomenades capcingles.
Generalment amb una cingla n'hi ha prou per a assegurar la sella; emperò, s'utilitzen altres additaments per a aquest fi en alguns esports eqüestres que requereixen saltar o fer moviments ràpids, com ara el polo, el concurs complet, el salt i la caça de la guineu.
S'ha demostrat que la cingla, encara que pot restringir el moviment de les costelles del cavall, no n'afecta la respiració normal.
Generalment la cingla és de cuir o de material sintètic, o feta de diverses seccions de corda (les quals permeten a la cingla de seguir els moviments respiratoris del cavall). La cingles modernes estan dissenyades perquè deixin prou espai per al moviment dels colzes. N'hi ha amb folre suau per a protegir el llom del cavall.
A més de la cingla de cuir normal, sovint s'usa sobrecingla com a mesura de seguretat addicional, sobretot en la pràctica del salt. Es tracta d'una corretja que passa per davall la panxa de la bèstia i per damunt la manta cobertora tot subjectant aquesta fermament.

## Les cingles en l'equipament militar individual
En el món militar també s'anomenen cingles les corretges que contribueixen a equilibrar i distribuir el pes de l'equipament; connectades per davant a les cartutxeres o portacarregadors, o directament al cinturó, es passen per les espatlles (tot retenint-les amb les muscleres) i per darrere es connecten al cinturó; són part integrant de l'equipament individual de campanya i, més concretament, del corretjam que en forma la infraestructura. En aquesta accepció concreta, el català cingla equival a l'anglès brace (suspender als EUA), esp. trincha, fr. bretelle de suspension, it. cinghia (o cinghia da cartucciera, cinghia reggigiberna), port. suspensório, etc.

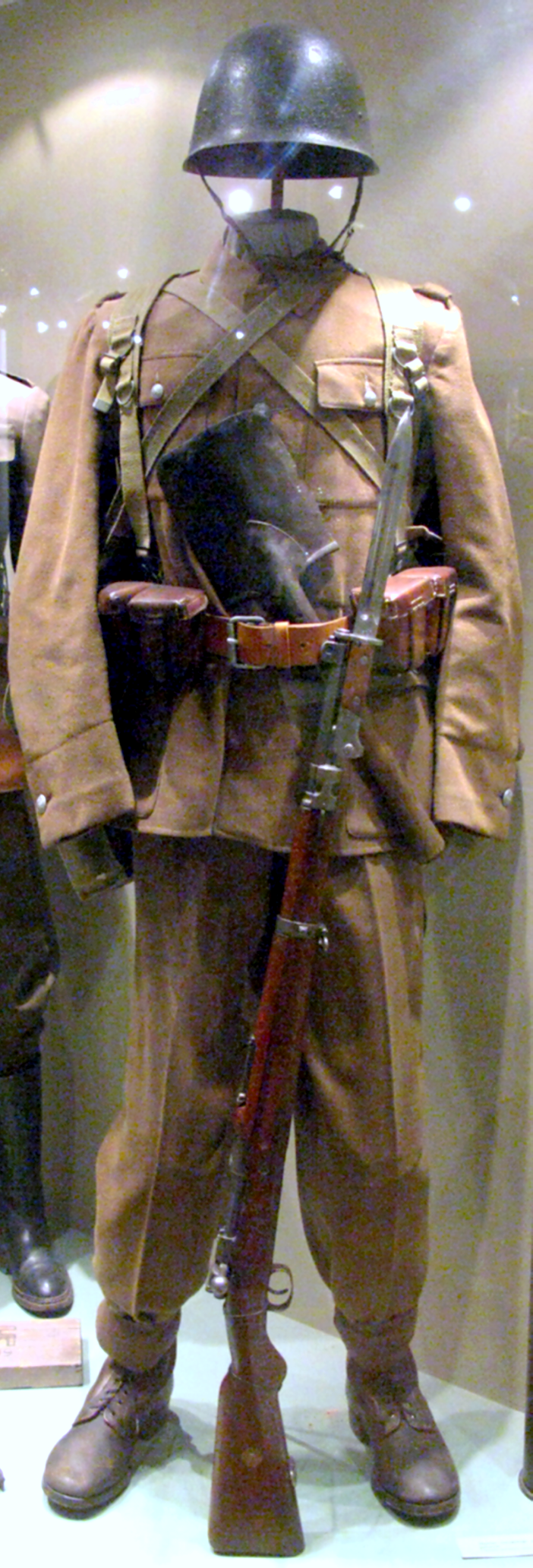
Uniforme de campanya polonès model 1936 amb tot l'equipament; observeu les cingles verticals sostenint sengles cartutxeres i connectades al cinturó; les corretges travessades són del sarró i de la màscara antigàs

Tradicionalment les cingles, i el corretjam en general, eren de cuir o pell, en color natural o tenyides de negre. Al principi es duia una sola cingla, de través, anomenada bandolera, amb la cartutxera penjant sobre la cuixa (a l'altra espatlla es podia dur un baldric). En el període de les guerres revolucionàries i napoleòniques s'imposà el sistema de dues cingles travessades sobre el pit. A mitjan segle xix, quan la casaca és substituïda per la guerrera i aquesta es combina amb cinturó, apareix el sistema de dues cingles dutes verticalment, unides per l'esquena en forma de X o de Y i connectades al cinturó per davant, directament o mitjançant les cartutxeres (pel sistema de ganxos pinçats en anelles, al més sovint). Això permetia de dur de dues a quatre cartutxeres, generalment en posició frontal. El nou sistema anà generalitzant-se progressivament; predominant pels volts de 1900, és la base dels sistemes actuals.
El 1908 l'exèrcit britànic revolucionà el camp de l'equipament militar en substituir el cuir pel cotó premsat (webbing), un teixit de malla elàstica, en el color de l'uniforme, que resultava molt més pràctic i barat, i amb el qual tot l'equipament anava connectat, de manera que podia posar-se i treure's ràpidament, com si fos una sola peça. A partir de la segona postguerra mundial la pràctica totalitat d'exèrcits del món adoptaren corretjams en teixit de cordó premsat (webbing), el qual forma la base dels usats actualment. En aquests corretjams de cotó premsat, la connexió entre els elements acostuma de fer-se mitjançant sivelles (sistema britànic) o bé mitjançant ganxos pinçats en ullets (sistema estatunidenc).
Avui dia les cingles de cuir o pell només s'usen en desfilades i amb l'uniforme de gala, sigui en color natural, en negre o en blanc.